# Acacia boormanii
Acacia boormanii é uma espécie de leguminosa do gênero Acacia, pertencente à família Fabaceae.